# Coromagia vol. 2
Coromagia vol. 2 è il terzo album della Schola Cantorum, pubblicato nel gennaio 1976.

## L'album
Il disco ripercorre la strada consueta, e quindi vi sono nuove cover di cantautori come Campo de' fiori di Antonello Venditti, Questa sporca vita di Paolo Conte, Piccola mela di Francesco De Gregori e la bellissima Silvia di Renzo Zenobi; completa il disco La mia musica, un brano nuovo che viene pubblicato anche su 45 giri, partecipa ad Un disco per l'estate ed al Festivalbar ed ottiene un buon successo di vendita.
Da citare anche I due amici, cover di una canzone del duo Seals and Crofts, molto noto negli anni '70.

Gli arrangiamenti sono dei maestri Sergio Rendine, Nicola Samale e Giuseppe Mazzucca; la copertina è di Francesco Logoluso.
Per la prima volta sono riportati sul retro della copertina tutti i musicisti che hanno suonato nel disco.

L'album riscuote un buon riscontro commerciale; non è mai stato ristampato in cd.

## Tracce
LATO A
1. La mia musica (testo di Paolo Dossena; musica di Giovanni Ullu)
2. Questa sporca vita (testo e musica di Paolo Conte)
3. La luna (testo e musica di Angelo Branduardi)
4. Silvia (testo e musica di Renzo Zenobi)

LATO B
1. Campo de' fiori (testo e musica di Antonello Venditti)
2. Piccola mela (testo e musica di Francesco De Gregori)
3. Il mio modo di vivere (testo di Marco Luberti; musica di Riccardo Cocciante)
4. I due amici (testo italiano di Paolo Dossena; testo originale e musica di Jim Seals e Dash Crofts)

## Formazione
In quest'album la formazione della Schola Cantorum è costituita da:
- Alberto Cheli
- Edoardo De Angelis
- Aldo Donati
- Enrico Fusco
- Eddy Viola
- Marina Arcangeli
- Maria Giovanna De Franco
- Mimi Gates
- Gianna Giovannini
- Luisella Mantovani
- Julie Poulton
- Annie Robert

Altri musicisti
- Franco Di Stefano - batteria
- Derek Wilson - batteria
- Glauco Borrelli - basso
- Mauro Lusini - chitarra
- Gianfranco Coletta - chitarra
- Adriano Monteduro - chitarra